# Taj Gibson
Taj Jami Gibson, född 24 juni 1985 i Brooklyn i New York, är en amerikansk professionell basketspelare (C/PF) som spelar för Charlotte Hornets i National Basketball Association (NBA). Han har tidigare spelat för Chicago Bulls, Oklahoma City Thunder, Minnesota Timberwolves, Washington Wizards, New York Knicks och Detroit Pistons.
Gibson draftades av Chicago Bulls i första rundan i 2009 års draft som 26:e spelare totalt.
Innan han blev proffs studerade Gibson på University of Southern California och spelade för deras idrottsförening USC Trojans.